# 카를로 루비아
카를로 루비아(이탈리아어: Carlo Rubbia, Cavaliere di Gran Croce OMRI, 1934년 3월 31일~)는 이탈리아의 입자물리학자이자 발명가이다. 그는 시몬 판 데르 메르와 함께 유럽 입자 물리 연구소(CERN)에서 원자의 구성입자인인 W와 Z보손을 발견한 공로로 1984년 노벨 물리학상을 받았다.

## 생애
그는 피사고등사범학교(Scuola Normale Superiore di Pisa)에서 공부했으며 우주선(cosmic rays) 실험을 마쳐 1957년에 피사 대학교에서 학위를 받았다. 이후 미국으로 건너가서 1년 반 동안 컬럼비아 대학교에서 뮤온의 붕괴와 핵포획에 대한 실험에 시간을 보냈고, 1959년 박사학위를 받았다. 이것은 루비아가 한 약한 상호작용장에서 수행한 많은 실험들 중 첫 실험으로, 대학에서의 이러한 실험들은 이후 CERN에서의 연구와 노벨 물리학상 수상의 기반이 되었다.
루비아는 1960년 유럽으로 돌아와 새로이 설립된 유럽 입자 물리 연구소(CERN)에 들어갔다. 이 곳에서 루비아와 그의 동료들은 약한 상호작용의 실험을 계속하게 되는데, CERN은 단지 다른 것과 충돌시키기 위한 양성자 빔인 교차 저장 고리를 가속기로 취역시켰다. 약력장에서의 주요한 결과는 탄성 산란 과정의 구조를 관찰한 것과 맵시있는 중입자를 관찰한 것이다. 이러한 실험들은 중대한 것으로 후에 다른 종류의 입자 충돌기로 더 색다른 입자들을 관측하기 위한 기술들을 마무리하는 것이다.
2013년 8월, 이탈리아 종신 상원의원(Senator for life)에 임명되었다.

## 실험 물리 경력
1976년에 그는 CERN의 같은 고리 안의 양성자와 반양성자가 충돌하는 슈퍼 양성자 싱크로트론과 세계 최초로 반양성자 공장을 만드는데 지원할 것을 제안하였다. 이 가속기는 1981년부터 작동하기 시작했으며 1983년에 UA1 협력으로 알려진 카를로 루비아가 이끄는 100명 이상의 물리학자로 이루어진 국제적인 팀이 직접적인 측정이 되기 훨씬 이전의 기본 입자 물리학의 현대 이론의 초석이 되는 상호작용하는 보손 벡터인 W' Z' 보손을 발견했다. 그들은 약력이 전달되어 원자핵 안의 방사능 붕괴가 일어나는 것과 대부분의 물리적 현상과 생화학적 현상을 일으키는데 기여하는 빛의 질량없는 입자인 광자처럼 태양의 연소를 조절할 것이라 믿었다. 또한 약력은 원소의 핵합성에서 기본적인 역할을 수행할 것이라 믿었다. 이런 입자들은 양성자보다 100배 더 큰 질량을 가지고 있었다. 1984년 카를로 루비아와 시몬 판 데르 메르는 '큰 프로젝트에서 그들의 결정적인 기여가 약력 매개자인 장 입자 W' Z' 보손의 발견으로 이끌었기에' 노벨상을 받았다.
이 입자들이 충분히 높은 에너지를 갖기 위해 루비아는 데이비드 클라인과 피터 매킨티르와 함께 급진적인 새 입자 가속기의 디자인을 제안했다. 그들은 반물질 쌍둥이인 양성자 빔과 반양성자 빔을 이용하여 가속기의 진공 파이프에서 역회전시켜 정면으로 충돌시켰다. 그 결과로 과학자들은 반양성자 빔의 세기를 만들고 다루기 위한 여러 가지 많은 기술들을 개발해야 했다.
게다가 상호작용하는 메존 벡터의 발견은 CERN의 양성자 - 반양성자 가속기가 1981년부터 사용하여 2002년 페르미 국립 가속기 연구소의 테바트론에게 그 역할을 넘겨주고 사용을 끝낼 때까지 고에너지 물리학의 한 장면을 지배하였다. 전체적으로 고에너지 충돌의 새로운 현상학이 결과로 나오고 있으다. 글루온은 같은 강력 양자의 교환이 강한 상호작용 현상을 지배하며 상호작용하는 보손 벡터이다. 이는 비록 분명히 질량은 없으나 상호작용하는 광자와 비슷하다. 그 대신 W' Z' 입자는 이런 보손 벡터들 중에서 가장 무거운 입자이며 지금까지 입자 가속기에서 생산되었다.
이에 더해 이 발견들은 이론 물리학자들이 표준 모형이라고 불리는 가장 기본적인 단계에서 자연을 묘사하려는 그들의 노력이 바른 길이라는 강력한 증거를 제공했다. 중간 벡터 보손의 자료는 스티븐 와인버그, 셸던 리 글래쇼, 압두스 살람에게 1979년 노벨상을 안겨준 "전자기약력" 이론을 포함한 예견을 확인시켜주었다. "전자기약력" 이론은 자연의 네 가지 힘 중 2개인 전자기력과 약력을 식의 같은 집합 하에서 통합하도록 시도한다. 이는 이론 물리학자들의 오랜 꿈인 원자핵끼리 끌어당기는 강력과 궁극적으로 중력까지 아우르는 "통합된 장 이론"의 근거를 제공한다.
1970년 루비아는 하버드 대학교의 졸업생들로부터 지원받는 물리학 교수로 임명되어 1년당 한 학기씩 18년동안 하였다. 이후 1989년 다시 CERN에서의 연구를 계속하기 위해 심의관으로 임명되었다.
또한 루비아는 양성자의 붕괴 신호를 측정하기 위해 설계된 그란 사소 실험실의 공동 작업 노력에 깊이한 리더 중 하나였다. 실험은 물질이 안정하다는 통상적인 믿음이 틀렸다는 증거를 찾는 것이었다. 가장 넓게 받아들어진 통합 장 이론의 설명은 양성자가 영원히 존재하지 않으며 에너지에 대해 적어도 평균 수명이 1032 정도로 서서히 붕괴된다고 예측한 것이다. 같은 실험으로 극도로 순수한 아르곤에서 이온화 현상의 전기적 관측의 새로운 기술에 기초한 ICARUS라고 알려진 실험으로 우주의 중성미자 신호를 탐지하는 첫 번째 기초적인 중성미자 망원경인 태양에서 방출된 중성미자의 직접적 관찰을 돕는 것이다.
게다가 카를로 루비아는 핵 반응로에서 고준위폐기물을 소각하기 위해 전 세계적으로 활발히 연구되고 있으며 자연 토륨과 감손 우라늄에서 에너지를 생산하는 오늘날의 가속 기술을 최대한 잘 이용하여 새롭고 안전한 방법인 핵 에너지를 생산하는 에너지 증폭기의 개념을 제안했다. 이 연료에서 나온 에너지 자원은 실질적으로 제한되지 않았으며 핵융합에 비교될 가능성이 있다.

## 논란
CERN에는 W와 Z보손의 발견을 동시에 연구하는 두 팀이 있었는데 다른 한 팀은 UA2로 알려졌으며 비슷한 시기에 W보손을 발견했으며 UA1보다 3주 앞서 Z보손을 발견했다. 그러나 UA1팀의 발견만이 공헌한 것으로 되어있다. CERN의 심의관들은 UA2의 항의에 대해 UA1을 지원했다.

## 최근 활동
루비아의 연구 활동 현재 미래를 위한 에너지 지원 문제에 집중하고 있으며 특히 재생 가능한 에너지 자원을 위해 새로운 기술 개발에 집중하고 있다. 이탈리아 정부가 후원하는 ENEA의 회장으로 있는 동안(1999-2005) 상업적 용도를 위한 현재 산업계에서 개발되는 아르키메데 태양열 발전소로 알려진 에너지 생산을 위한 집광형 태양 발전소를 위한 새로운 기술을 개발하였다.
루비아는 스페인 CIEMAT(Centro de Investigaciones Energéticas, Medioambientales y Tecnológicas)의 주요한 과학계 조언자이며, 2007년에는 유럽 위원회(EU 집행위원회) 회장 조제 마누엘 두랑 바호주가 기후 변화 대비를 위해 설치한 고위급 고문 그룹의 일원과 IMDEA 에너지 기관 이사로 선정되었다. 2009년에서 2010년까지는 에너지를 위한 라틴 아메리카의 경제 위원회 연합인 ECLAC의 사무총장의 특별 고문관이었다. 또한 2010년 6월에는 독일 포츠담에 위치한 고급 지속 가능 연구 기관(Institute for Advanced Sustainability Studies in Potsdam)의 과학 이사(Scientific Director)로 임명되었다.
소행성 8398의 명칭은 루비아의 업적을 기리기 위해 그의 이름을 따 루비아로 결정되었다.

## 서훈
- 1984년 이탈리아 공화국 공로 훈장 1등급(Cavaliere di Gran Croce OMRI)